# Jack Hofsiss
John B. „Jack“ Hofsiss (* 28. September 1950 in Brooklyn, New York City, New York; † 13. September 2016) war ein US-amerikanischer Film- und Theaterregisseur.

## Leben
John B. Hofsiss schloss sein Studium 1971 an der Georgetown University ab. Er debütierte 1979 mit dem Stück Der Elefantenmensch am Broadway und gewann im selben Jahr, als damals jüngster jemals Ausgezeichneter, den Tony Award für die Beste Theaterregie. Für den gleichnamigen Fernsehfilm Die Jagd nach dem Leben übernahm er 1982 ebenfalls die Regie.
Seit einem Unfall im Jahr 1985, bei dem er sich beim Springen in einen Pool eine Rückenmarksverletzung zuzog, war Hofsiss auf einen Rollstuhl angewiesen.

## Filmografie (Auswahl)
- 1980: The Oldest Living Graduate
- 1982: Der Elefantenmann (The Elephant Man)
- 1982: Die Jagd nach dem Leben (I’m Dancing as Fast as I Can)
- 1984: Cat on a Hot Tin Roof